# Чудо у Милану
Чудо у Милану  (итал. Miracolo a Milano) је италијански фантастични филм из 1951. редитеља Виторија Де Сике. У филму глуме Франческо Голисано, Ема Граматика, Паоло Стопа и Гуљелмо Барнабо.
Филм, испричан као неореалистичка бајка, објашњава животе групе погођене сиромаштвом у послератном Милану, Италија.

## Опис филму
Ова фантастична прича говори о Тотоу кога је, пронађеног као беба у купусном пољу, усвојила Лолота, мудра и љубазна старица. Када Лолота умре, сели се у сиротиште. У одраслом добу Тото (Франческо Голисано) напушта сиротиште и завршава у колонији сквотера на периферији Милана.
Тотоове организационе способности, научене у сиротишту, и његова једноставна љубазност и оптимистичан поглед стечени од Лолоте доносе структуру колонији. Он негује осећај среће и благостања међу обесправљенима који тамо живе.
Долазе бизнисмени и ценкају се око власништва над земљом, али сквотери остају сами да тамо живе.
Нафта је откривена испод колоније када праве рупу за мајски стуб током фестивала. Формира чесму у средини логора и у почетку се сматра да је вода.
Власник земље Моби чује за нафту од сплеткарског сквотера, Рапија, и покушава да истера сквотере користећи војску полиције.
Током ове кризе дух Лолоте даје Тотоу чаробног голуба и он користи његове моћи да испуни жеље онима који траже. Камп поприма надреални изглед јер се свака тајна жеља испуњава.
На крају голубицу враћају два анђела који приговарају смртнику који користи његове магичне моћи.
Без заштите голубице логор је преплављена од стране полиције, а његови становници одведени у полицијским вагонима да буду затворени.
Тотова драга, Едвиг га замењује обичним голубом и предаје му га кроз решетке полицијског вагона испред миланске катедрале.
Тото користи голубицу да пожели слободу својих пријатеља и због његове добре вере јој се она даје. Полицијска кола се распадају, а сквотери одлете на метли заплењеним од чистача на централном тргу у Милану.
Они круже око Катедрале, а затим се удаљавају, „према земљи у којој „ добро јутро заиста значи добро јутро ”.

## Улоге
| Глумац             | Улога                                |
| ------------------ | ------------------------------------ |
| Ема Граматика      | стара дама, Лолота                   |
| Франческо Голисано | Тото                                 |
| Паоло Стопа        | Рапи, сплеткарош                     |
| Гуљелмо Барнабо    | Моби, земљопоседник                  |
| Брунела Бово       | Едвиг, Тотова драга                  |
| Ана Карена         | Марта, аристократска сињора          |
| Алба Арнова        | статуа на логорском тргу             |
| Флора Камби        | слушкиња сињоре и несрећна љубавница |
| Виргилио Риенто    | полицијски наредник                  |
| Артуро Брагаља     | Алфредо                              |
| Ерминио Спала      | Гаетано                              |
| Рикардо Бертаколо  | Снажни човек                         |
| Анђело Приоли      | врховни командант полиције           |
| Ђани Брандуани     | Тото са једанаест година             |

## Продукција
Главна локација филма била је пустош, у близини миланске железничке станице Ламбрате.
Виторио Де Сика је написао да је снимио филм како би показао како „обичан човек“ може да постоји с обзиром на реалност живота: „Истина је да је мој народ већ постигао срећу на свој начин; управо зато што је сиромашан, ови људи и даље осећају – као што већина обичних људи можда више не осећа – живу топлину зрака зимског сунца, једноставну поезију ветра. Они поздрављају воду са истом чистом радошћу као и свети Фрања.“
Миланска катедрала служи као централна локација у филму, а може се посматрати и као симбол чуда на које се наслов филма односи.
За филм је ангажован амерички специјалиста за специјалне ефекте Нед Ман. Филм би била Манов коначни пројекат. Виторио Де Сика, на неореалистички начин, користио је и професионалне и непрофесионалне глумце.

## Пријем

### Критички одговор
Филм је премијерно приказан у Италији 8. фебруара 1951. године. Касније је представљен на Канском филмском фестивалу у априлу 1951. У Сједињеним Државама је широм отворен 17. децембра 1951. године.
Босли Кровтер, филмски критичар за Њујорк тајмс, допао је филм и написао је: „Богата жила лукавог, саосећајног хумора коју су Чарли Чаплин и Рене Клер користили са неупоредивом генијалношћу када су снимали своје најбоље сатиричне филмове, била је коју је прислушкивао Виторио Де Сика у свом Чуду у Милану, надалеко прокламованој италијанској слици која је јуче стигла у свет. И иако је ова необична жила маште далеко од Де Сикине претходне линије, велики редитељ је из свог копања изнео либерални повратак најчистијег злата.“ Филм је заузео 3. место на листи 10 најбољих филмова године 1951.
Особље часописа Вариети дало је позитивну рецензију филму и написало: „Оштра сатира о индустријалцу похлепном за нафтом обрађена је на шири, можда преувеличан начин, а слика је обилно посута интелигентним хумором, углавном ироничним. Наступи професионалаца и тироса су беспрекорни.“ 
Веб сајт за рецензије Rotten Tomatoes извештава да филм има ретку оцену 100% „Свеже“ . У априлу 2019. године, рестаурирана верзија филма је изабрана да буде приказана у секцији Кански класици на Филмском фестивалу у Кану 2019.

### Награде

#### Добитник
- Филмски фестивал у Кану 1951 : Велика награда фестивала, Виторио Де Сика; 1951.[14]
- Италијански национални синдикат филмских новинара: Сребрна трака; Најбољи дизајн продукције, Гвидо Фиорини; 1951. године.
- Награде круга њујоршких филмских критичара : Најбољи филм на страном језику, Италија; 1951. године.

#### Номинације
- Британска академија за филмску и телевизијску уметност : БАФТА филмска награда, најбољи филм из било ког извора, Италија; Најбољи страни глумац, Франческо Голисано, Италија; 1952. године.